# Le Hohwald
Le Hohwald  (Hohwald in tedesco che significa bosco di montagna) è un comune francese di 506 abitanti situato nel dipartimento del Basso Reno nella regione del Grand Est.

## Società

### Evoluzione demografica
Abitanti censiti